# Fotografia monochromatyczna

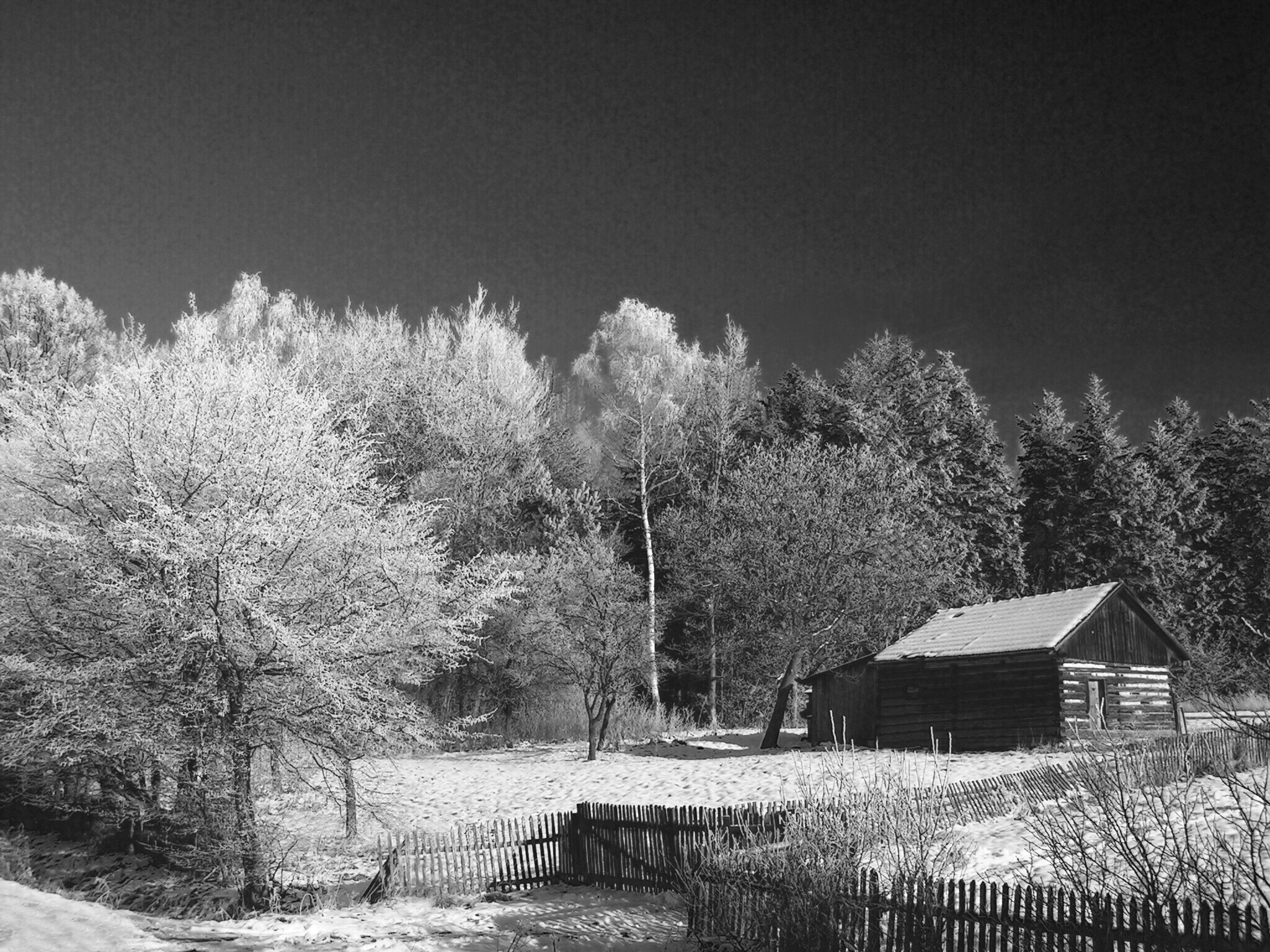
Fotografia monochromatyczna z użyciem filtru polaryzacyjnego i czerwonego. Następstwem zastosowania tego zabiegu jest efekt niemalże czarnego nieba, przy pięknej, słonecznej i bezchmurnej pogodzie.

Fotografia monochromatyczna – rodzaj fotografii polegający na utrwalaniu obrazu przy pomocy tylko jednego koloru substancji barwiącej. Najczęściej jest to fotografia czarno-biała w postaci nieprzetworzonej lub barwiona – np. sepia.
Fotografia monochromatyczna, podobnie jak każdy inny rodzaj fotografii, może występować w postaci negatywu, odbitki lub diapozytywu. Materiały fotograficzne do fotografii monochromatycznej nie zawsze miały taką samą czułość na barwy, jaką ma ludzkie oko (stosowane bywały materiały panchromatyczne, wcześniej ortochromatyczne), toteż często wyrównywano barwoczułość materiału różnorodnymi filtrami barwnymi.
Pod koniec XX wieku, fotografia monochromatyczna została wyparta z masowej, amatorskiej fotografii przez fotografię barwną (kolorową). Obecnie fotografią monochromatyczną zajmują się głównie fotografowie-artyści oraz zaawansowani fotoamatorzy. Stosowana jest również nadal w celach użytkowych w wielu gałęziach przemysłu oraz wykorzystywana do prac badawczych.
Artystyczne techniki fotografii monochromatycznej dają możliwości kreacji obrazu niedostępne dla typowej fotografii barwnej.